# アッペンツェル鉄道ABe4/4 40-43形電車

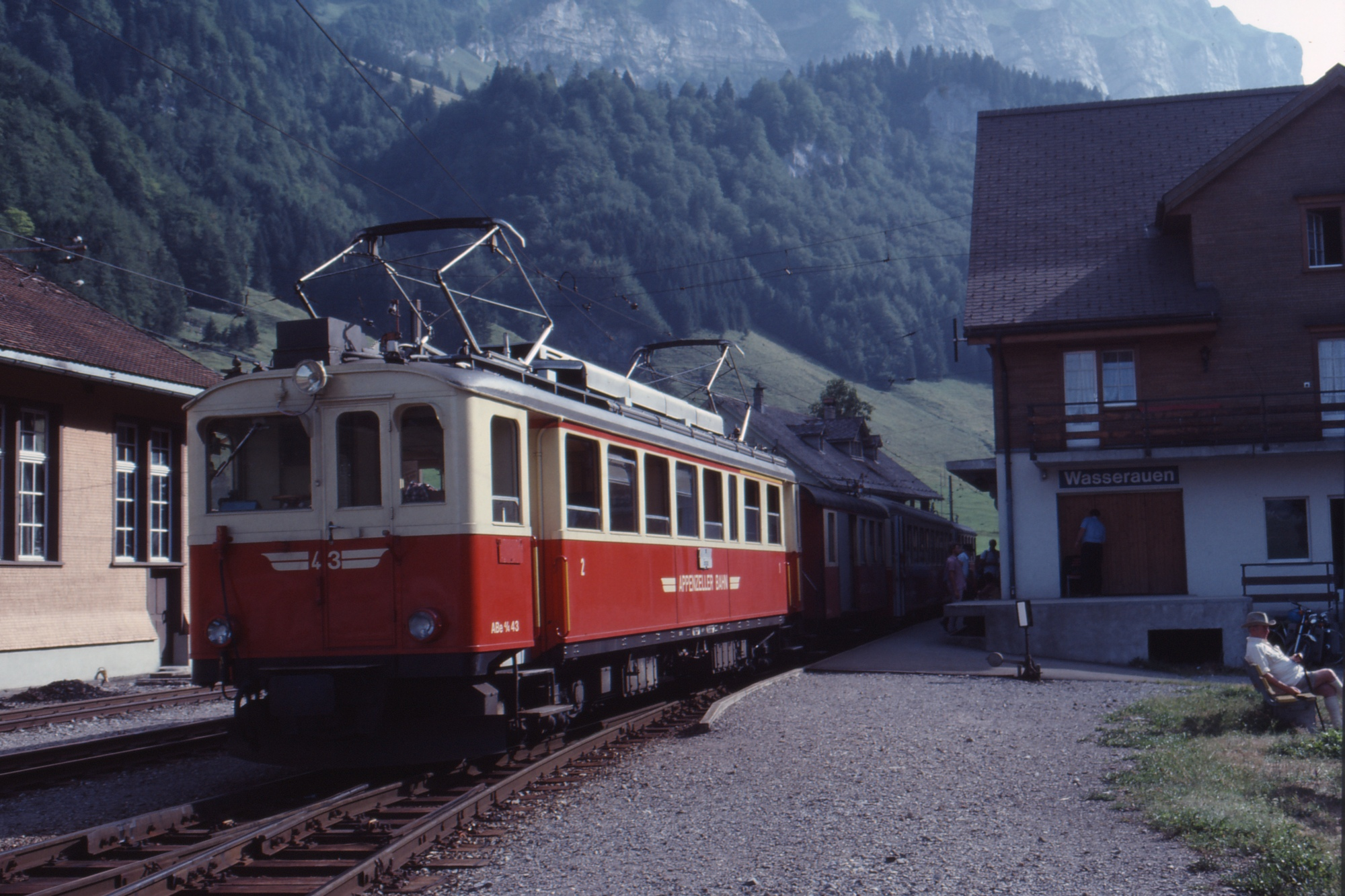
旅客列車を牽引するABe4/4 43号機、ヴァッサーラウエン駅、1983年

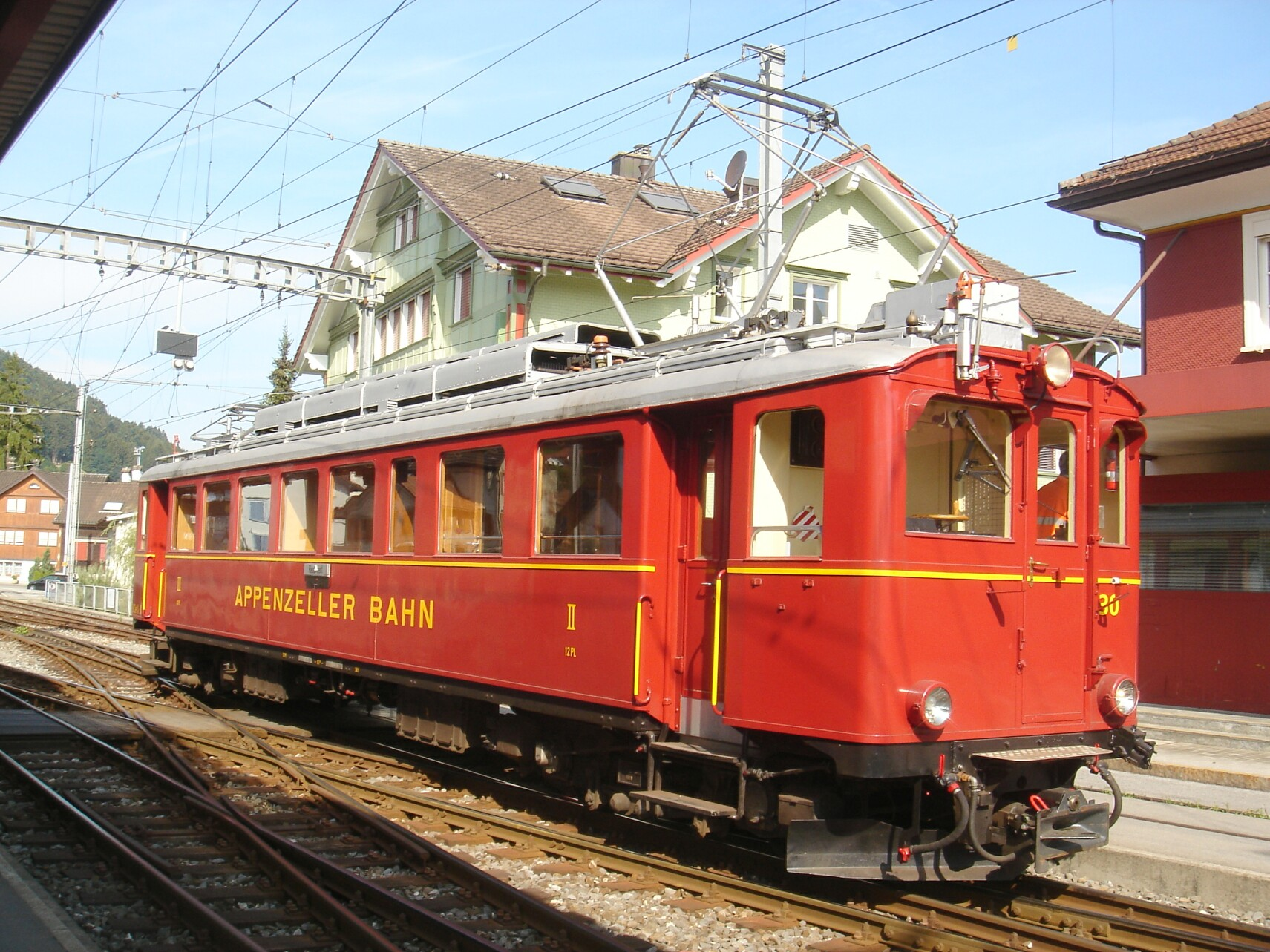
1933年当時の車体塗装で歴史的車両として動態保存されているBCe4/4 30（ABe4/4 43）号機、2006年

アッペンツェル鉄道ABe4/4 40-43形電車(アッペンツェルてつどうABe4/4 40-43がたでんしゃ)は、スイスのアッペンツェル鉄道（AB:Appenzeller Bahnen）で使用されていた1等・2等合造電車である。なお、本機はBCe4/4形の27-30号機として製造されたものであるが、その後の称号改正および改番によりABe4/4形40-43号機となり、現在では歴史的車両として保存されているため当初形式のBCe4/4形となっているものである。

## 概要
スイス北東部の私鉄であるアッペンツェル鉄道では1875年から1913年にかけて開業したゴッサウ - アッペンツェル間25.92kmは開業当初より蒸気機関車が牽引する列車で運行されていたが、第一次世界大戦による石炭価格の高騰もあり電化が計画されていたが、資金の関係上急速な電化が難しく、運行コスト削減のため蒸気機関車牽引列車の一部を一旦ディーゼルエンジンを搭載した気動車に置き換えることとして、1929年にBCFm2/4形2機を導入したが、その後予定通り1933年には電化が完了し、それに伴って用意された機体が2等・3等合造電車のBCe4/4 27-30形として導入された本形式である。
なお、本形式は車体、台車、機械部分の製造をSIG、主電動機、電気機器の製造はMFOが担当しており、スイスの狭軌用電車としたは初の軽量構造の鋼製車体に抵抗制御と直流電動機を組み合わせた制御装置を搭載することで、運転整備重量32.6tで1時間定格牽引力48.0kNを発揮する勾配線用機となっており、最急勾配37パーミルの路線で数両の客車を牽引可能なものである。なお、各機体の製造時機番、1949年の改番後機番、製造年、製造所は以下のとおりであり、1956年にはスイス鉄道の客室等級の1-3等の3段階から1-2等への2段階への統合と、これに伴う称号改正により形式記号もA-Cの3段階からA-Bの2段階に変更となったため、形式名がABe4/4形となっている。
- 27 - 40 - 1933年 - SIG/MFO
- 28 - 41 - 1933年 - SIG/MFO
- 29 - 42 - 1933年 - SIG/MFO
- 30 - 43 - 1933年 - SIG/MFO

## 仕様

### 車体
- 1930年代までスイスの、特に狭軌鉄道における電車や客車の車体は当時の鋼製車体では重量が大きくなってしまうため、鋼材組立式の台枠上に木製の車体骨組を組み、外板を鋼板を木ねじ止めとした木鉄合造ものが採用されていたが、本形式はスイスの狭軌用電車としては初めて鋼製台枠、鋼製骨組を使用した軽量構造の半鋼製車体を採用しており、台枠が露出し、車体裾部と窓下部に型帯の入る旧来の構造であるが、溶接を多用しており外板部にはリベットが使用されないものとなっている。車体内は前位側から長さ1110mmの乗務員室、900mmの乗降デッキ、4290mmmの3等[3]喫煙室、2860mmの3等喫煙室、950mmのトイレ・洗面所、1630mmのコンパートメント式2等[4]室が禁煙、喫煙の順に1室ずつ、900mmの乗降デッキ、1110mmの乗務員室の配列となっている。
- 正面は隅部がR付で屋根端部が庇状に張出した平妻形態で、右側に寄った貫通扉の左側に庇付の運転室窓、右側に同じく庇付の狭幅窓があり、正面下部左右に外付式の、貫通扉上部に埋込式の丸形前照灯が配置されるもので、1929年製のBDm2/4 55-56形気動車で採用されたデザインを引き継いだものであり、その後もローザンヌ-エシャラン-ベルヒャー鉄道[5]のBDe4/4 21-25形やビエール-アプル-モルジュ鉄道[6]のBDe4/4 1-4形などいくつかの機体も同様のデザインで製造されている。なお、連結器は台枠取付のねじ式連結器で、緩衝器が中央に、フックとリンクがその下部に設置されている。
- 側面は窓扉配置1D215D1（右側：乗務員室窓-乗降扉-2等室窓-トイレ窓-3等室扉-乗降扉-乗務員室窓）で、各窓は上隅部にRの付いた下落し式のアルミ枠のもので幅は2等室と3等室が1200mm、乗務員室とトイレ、洗面所が600mmであるほか、乗降扉は2枚外開戸となっている。また、また、屋根上は両端部にパンタグラフが計2基とその両車端側に遮断器箱が、パンタグラフ間には大型の発電ブレーキ用抵抗器が設置されているが、パンタグラフは1基がカーボン摺板のもの、もう1基が金属摺板のものとなっていた。
- 運転室は当時のスイスの機関車などと同じ立って運転する形態の右側運転台式で、スイスやドイツの電気機関車や電車で一般的な円形ハンドル式のマスターコントローラーが設置されている。
- 2等室は側廊下式で長さ1630mmコンパートメント室に3人掛け座席が対面式に配置され、3等室はオープン客室で2+2列の4人掛けでシートピッチ1430mmの固定式クロスシートで、禁煙室2ボックスと喫煙室3ボックスの配置となっている。1等室の座席はヘッドレスト付きでモケット貼り、2等室のものはヘッドレストの無い木製ニス塗りのベンチシートとなっている。そのほか天井は白、側および妻壁面は木製ニス塗り、荷棚は座席上枕木方向に設置されている。
- 車体塗装は赤茶色で側面窓下に黄色の細帯が入るもので、側面下部中央に"APPENZELLERBAHN"の、各客室窓下部に客室等級のローマ数字の飾り文字が入り、各室客室等級表記の下部に定員の表記が、左側車体端下部に形式名と機番の表記が入ったっものとなっており、車体正面は正面右側の狭幅窓下部に機番が入れられている。また、車体台枠、床下機器と台車は黒、屋根および屋根上機器はグレーである。
- その後1949年にはアッペンツェル鉄道標準の車体下半部が赤、上半部がクリーム色の入るものとなり、1958年に側面窓下に"APPENZELLERBAHN"のロゴと翼状のラインをデザインしたアッペンツェル鉄道のマークが、車体前面下部中央に同じく翼状のラインと機番入るものに変更されているが、時期や機体によっていくつかのバリエーションがあり、側面窓下部のクリーム色との境界部に赤の細帯が入るもの（41号機など）や、幕板部に赤の細帯が入るもの（42、43号機など）が存在していた。

### 走行機器
- 制御方式は抵抗制御式で直接制御となっており、直並列段では4基の直流直巻整流子電動機を2基並列を2直列に、並列段では4基並列に接続する方式で制御され、1時間定格は出力452kW、牽引力48.0kNで速度は32.6km/hとなっているほか、最高速度は65km/hとされている。
- ブレーキ装置は主制御器による電気ブレーキとして発電ブレーキ機能を装備するほか、ウエスティングハウス式の自動空気ブレーキと手ブレーキを装備している。
- 台車は軸距2300mm、車輪径900mmの鋼材リベット組立式台車で、枕ばねは重ね板ばね、軸ばねはコイルばねで軸箱支持方式はペデスタル式とし、各軸には砂撒き装置と砂箱を、車体端側下部には大型の排障器を設置している。主電動機は自己通風式の直流直巻整流子電動機を吊掛式に装荷して歯車比を5.50に設定しているほか、基礎ブレーキ装置は片押し式の踏面ブレーキ、ブレーキシリンダは車体取付で台車毎に2基を設置していた。
- このほか補機として電動空気圧縮機と空気タンク、照明等用の蓄電池および充電装置など床下を搭載している。

### 改造
- 1949年には更新改造が行われ、台車が新しいものに交換されている。新台車はBDe4/4 46-47形のものをベースにした固定軸距2450mmの鋼材溶接組立式台車で、枕ばねはトーションバー2本式、軸ばねはコイルばねで軸箱支持方式は円筒支持方式となり、車端側には大型のスノープラウが、各軸には引続き砂撒き装置が設置されている。なお、旧台車は1966年製のDe4/4 50形に流用されている。
- 1953年には空気ブレーキ装置の更新が行われ、ウエスティングハウス製のものからMFO製のものに変更されている。
- 1983年には43号機をロールボック積載の標準軌貨車の牽引に使用するため、連結器を+GF+[7]ピン・リンク式自動連結器に変更するとともに、屋根上に電気暖房引通し用電気連結器を設置する工事を実施している。

### 主要諸元
- 軌間：1000mm
- 電気方式：DC1500V 架空線式
- 最大寸法：全長16700mm、全幅2760mm、車体幅2603mm、全高4000mm、屋根高3398mm
- 軸配置：Bo'Bo'
- 軸距：2450mm（更新改造前2300mm）
- 台車中心間距離：10700mm
- 車輪径：900mm
- 自重：34.2t（運転整備重量）
- 定員：1等12名、2等40名（喫煙24名、禁煙16名）、折畳座席4名
- 走行装置
  - 主制御装置：抵抗制御
  - 主電動機：直流直巻整流子電動機×4台
  - 減速比：5.50
  - 出力：452kW（1時間定格、於32.6km/h）
  - 牽引力：48.0kN（1時間定格、於32.6km/h）
- 最高速度：65km/h
- ブレーキ装置：空気ブレーキ、手ブレーキ、発電ブレーキ

## 運行・廃車

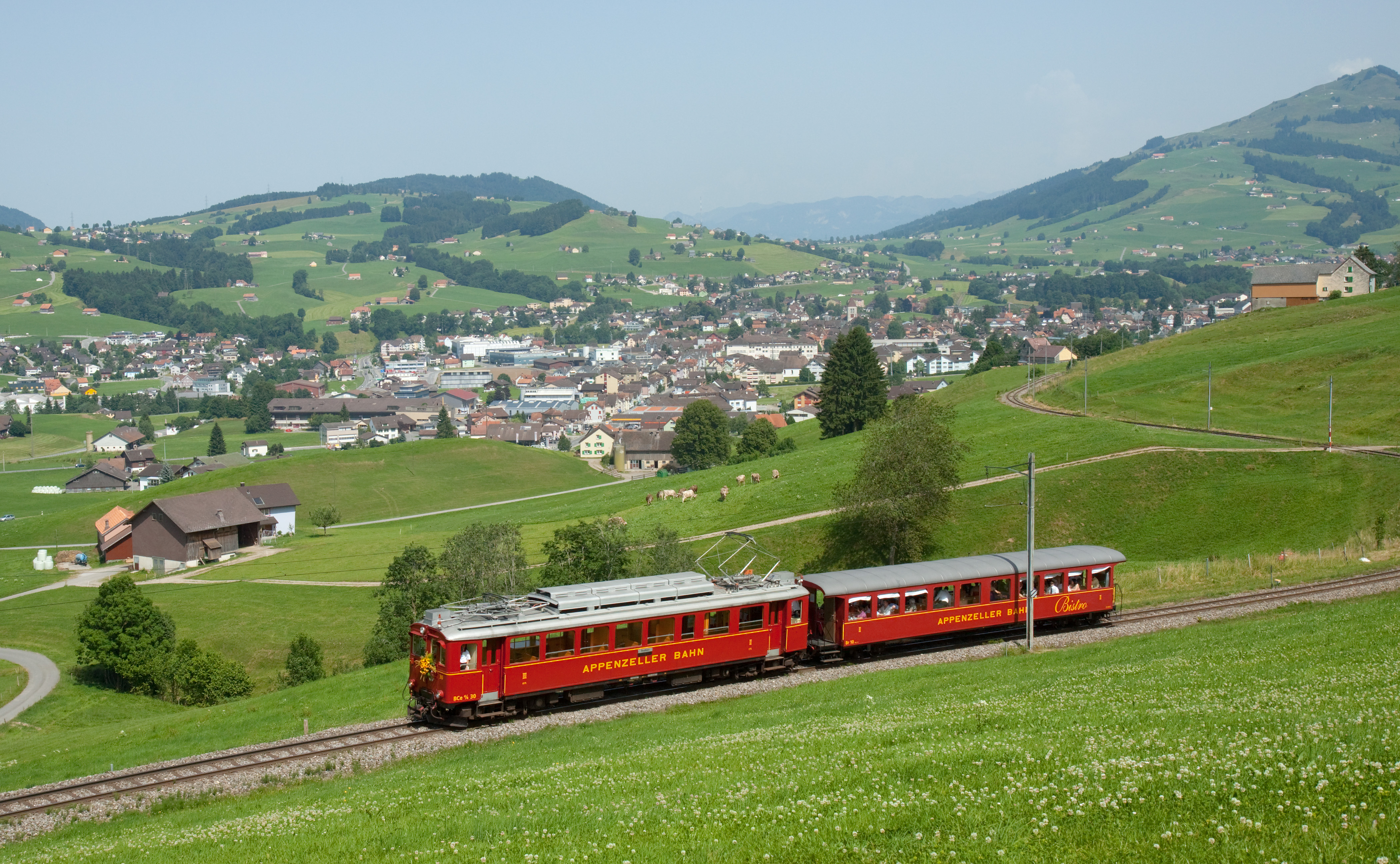
同じく歴史的車両として動態保存されているBr 10号車を牽引するBCe4/4 30号機

- 本機が使用されるアッペンツェル鉄道のゴッサウ - アッペンツェル間はザンクト・ガレン州ゴッサウからアッペンツェル・アウサーローデン準州のウルネシュを経由してアッペンツェル・インナーローデン準州のアッペンツェルに至る25.92kmの路線であり、最急勾配37パーミル、標高638-904mの路線であり、ゴッサウでスイス国鉄に、アッペンツェルで1947年にアッペンツェル鉄道に統合された旧アッペンツェル-ヴァイスバート-ヴァッサーラウエン鉄道[8]のヴァッサーラウエン方面と、1988年にアッペンツェル鉄道に統合された旧ザンクト・ガレン-ガイス-アッペンツェル電気鉄道[9]のザンクト・ガレン方面へ接続する。
- 本機は1933年のゴッサウ-アッペンツェル間の直流1500Vと同時に運行を開始しており、客車列車や貨物列車の牽引に使用されているほか、1939年にアッペンツェル鉄道へ統合された旧ゼンティス鉄道[10]区間であるアッペンツェル - ヴァッサーラウエン間[11]でも運行されている。なお、電化後もBCFm2/4 25-26形（後ABDm2/4 55-56形）気動車も予備機としてアッペンツェルに配置されて運行されている。
- ABe4/4 40号機は1985年に廃車となって解体され、台車は1988年のDe4/4 50形の更新改造の際に同機に流用されている。また、ABe4/4 41号機は2000年頃に後述する保存鉄道であるメソルチーナ鉄道へ譲渡されてABe4/4 1号機として動態保存されている。
- ABe4/4 43号機は歴史的車両として旧塗装となるとともに修復工事を受け、形式も旧形式のBCe4/4 30号機となって動態保存され、同様に動態保存されているビュッフェ車であるBr 10号車などの客車と共に運行されている。

## レーティッシュ鉄道ABe4/4 41-42形

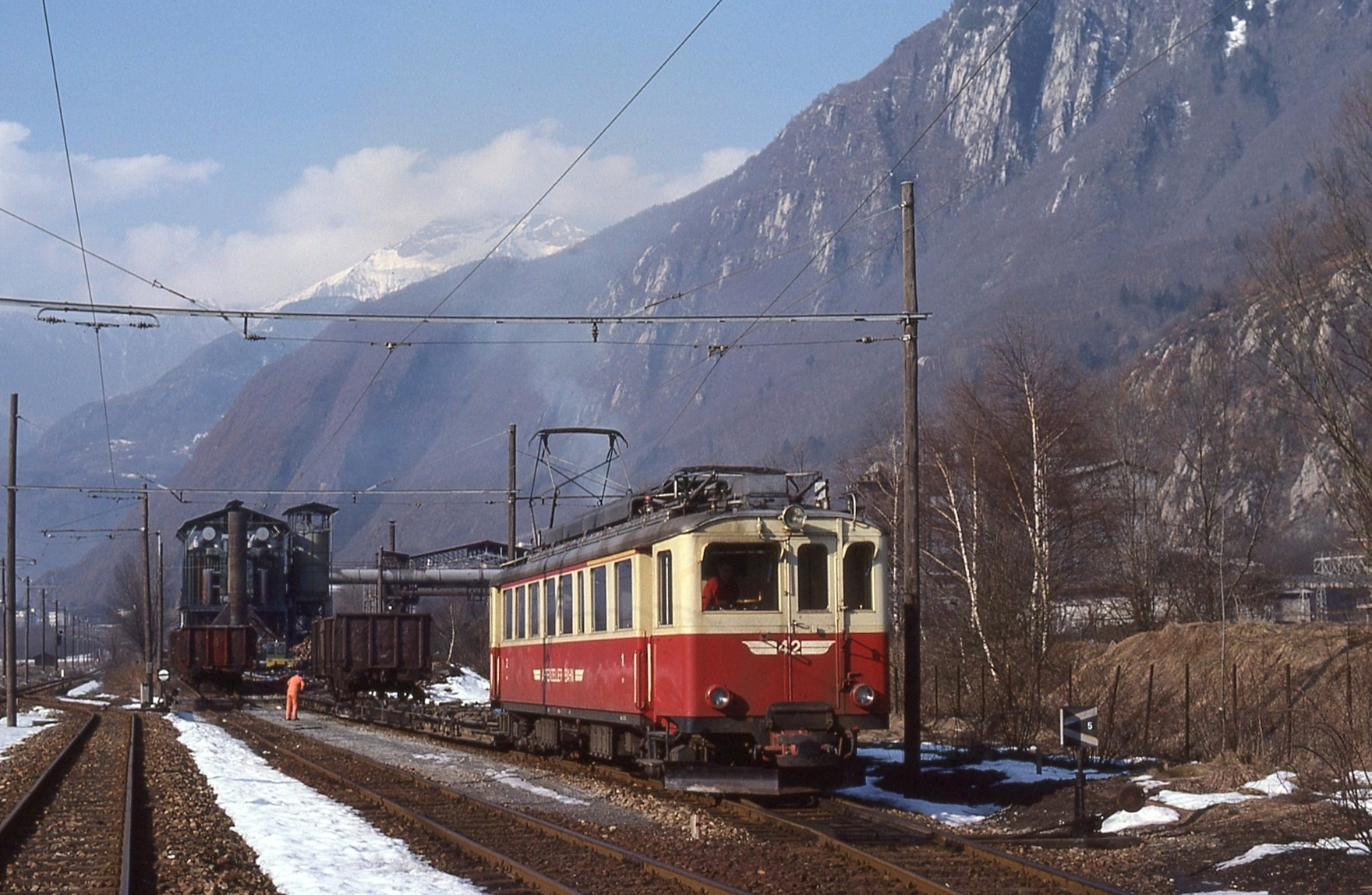
レーティッシュ鉄道へ貸し出されてベリンツォーナ - メソッコ線で貨物列車を牽引する列車

- スイス東部のグラウビュンデン州に多くの路線を持つスイス最大級の私鉄であるレーティッシュ鉄道[12]ではティチーノ州にベリンツォーナ - メソッコ線を運営していた。1970年頃には、この路線は開業以来の1907-09年製のABDe4/4 451-455形452-454号機が予備機として残るほか、1958年製のBDe4/4 491形1両のみが主力として運行されていたが、ABDe4/4 451-455形の老朽化が進行していたため、1971年2月から1972年にかけてアッペンツェル鉄道からABe4/4 41号機が貸し出されて主に貨物列車の牽引に使用されていた。
- ベリンツォーナ - メソッコ線は利用客数の減少と災害に伴い、1972年に路線短縮と旅客営業の廃止がなされ、1978年8月以降さらに路線短縮がされてカスティオーネからカーマ間で貨物列車が運行されるのみとなっていたが、1980年にはBDe4/4 491形に大規模検査を行うため、代替としてアッペンツェル鉄道からABe4/4 42号機が1月から4月の間貸し出されているほか、1987年には同機が譲渡されてBDe4/4 491形とともに同線の主力として運行されている。
- 貸出、譲渡された機体は基本的にはアッペンツェル鉄道の仕様のまま使用されていたが、42号機は後に側面下部中央のアッペンツェル鉄道のロゴをレーティッシュ鉄道のロゴに置き換えたほか、2000年頃には車体が再塗装されて車体下半部の赤が若干濃いものとなったほか、前面と側面の機番、社名横の翼状のラインが省略されている。
- ベリンツォーナ - メソッコ線では1995年以降になるとSEFT[13]が運営するメソルチーナ鉄道[14]として観光列車が運行されるようになったが、本機もこれに使用されているほか、2003年12月31日にレーティッシュ鉄道のベリンツォーナ - メソッコ線が廃止となってカスティオーネ - カーマ間と所属車両がメソルチーナ鉄道に譲渡されたが、本機も同時に譲渡されてレーティッシュ鉄道時代の姿のままABe4/4 2号機として、その後譲渡されてABe4/4 1号機となった41号機とともに運用されていたが、現在では1号機のみが運行に使用されている。